# 제로빌
《제로빌》(영어: Zeroville)은 미국에서 제작된 제임스 프랭코 감독의 2019년 코미디 드라마 영화이다. 제임스 프랭코, 메건 폭스, 세스 로건, 조이 킹, 대니 맥브라이드, 크레이그 로빈슨, 재키 위버 등이 출연하였고, 캐럴라인 애러건 등이 제작에 참여하였다.

## 출연
- 제임스 프랭코
- 메건 폭스
- 세스 로건
- 조이 킹
- 재키 위버
- 데이브 프랭코
- 크레이그 로빈슨
- 거스 밴샌트
- 대니 맥브라이드
- 마이크 스타
- 미아 세러피노
- 허레이쇼 샌즈
- 크리스 메시나
- 케빈 메이클리
- 토머스 이언 니컬러스
- 데릭 워터스
- 키건 앨런
- 니나 리에티
- 스콧 헤이즈
- 팀 블레이크 넬슨
- 빔 벤더스
- 윌 페럴

## 기타 제작진
- 총괄 제작: 로런 셀리그, 론 싱어